# Шенанго (окръг, Ню Йорк)
Окръг Шенанго (на английски: Chenango County) е окръг в щата Ню Йорк, Съединени американски щати. Площта му е 2328 km², а населението - 47 863 души (2017). Административен център е град Норич.